# Karl Guthe Jansky
Karl Guthe Jansky (Oklahoma, 22 d'octubre de 1905 - 14 de febrer de 1950) va ser un enginyer de ràdio estatunidenc.
Va demostrar que la radiació rebuda a longitud d'ona 14,6 metres no podia procedir del Sol, sinó d'una altra font extraterrestre, més concretament del centre de la Via Làctia, a la constel·lació del Sagitari. El 1933 es va publicar la seva troballa al New York Times.
No obstant això, va ser assignat a un altre projecte en els Laboratoris Bell, on treballava, i no va poder seguir investigant sobre aquesta radiació.
Avui en dia, la unitat de brillantor aparent d'una estrella porta el seu nom: Jansky.